# Araneus lineatus
Araneus lineatus este o specie de păianjeni din genul Araneus, familia Araneidae, descrisă de Franganillo, 1931.
Este endemică în Cuba. Conform Catalogue of Life specia Araneus lineatus nu are subspecii cunoscute.